# Deepal

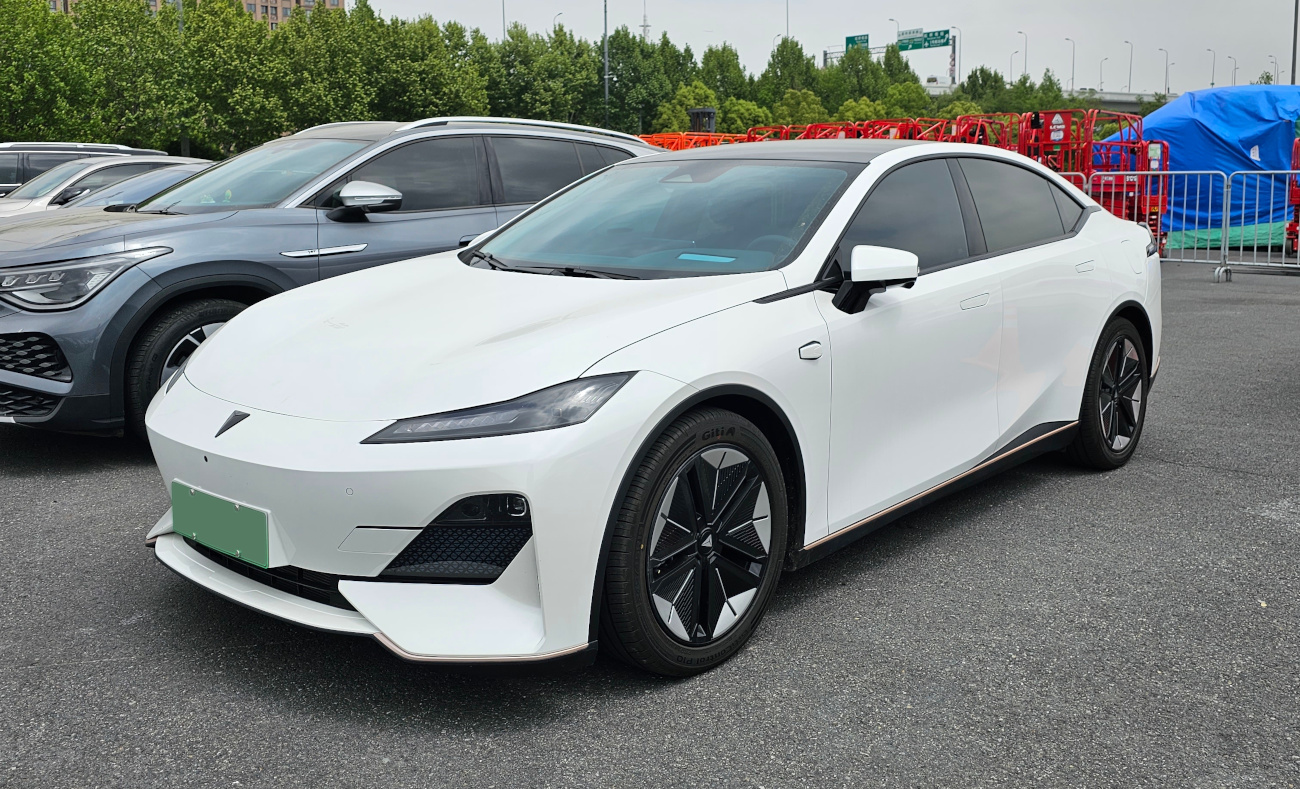
Deepal SL03

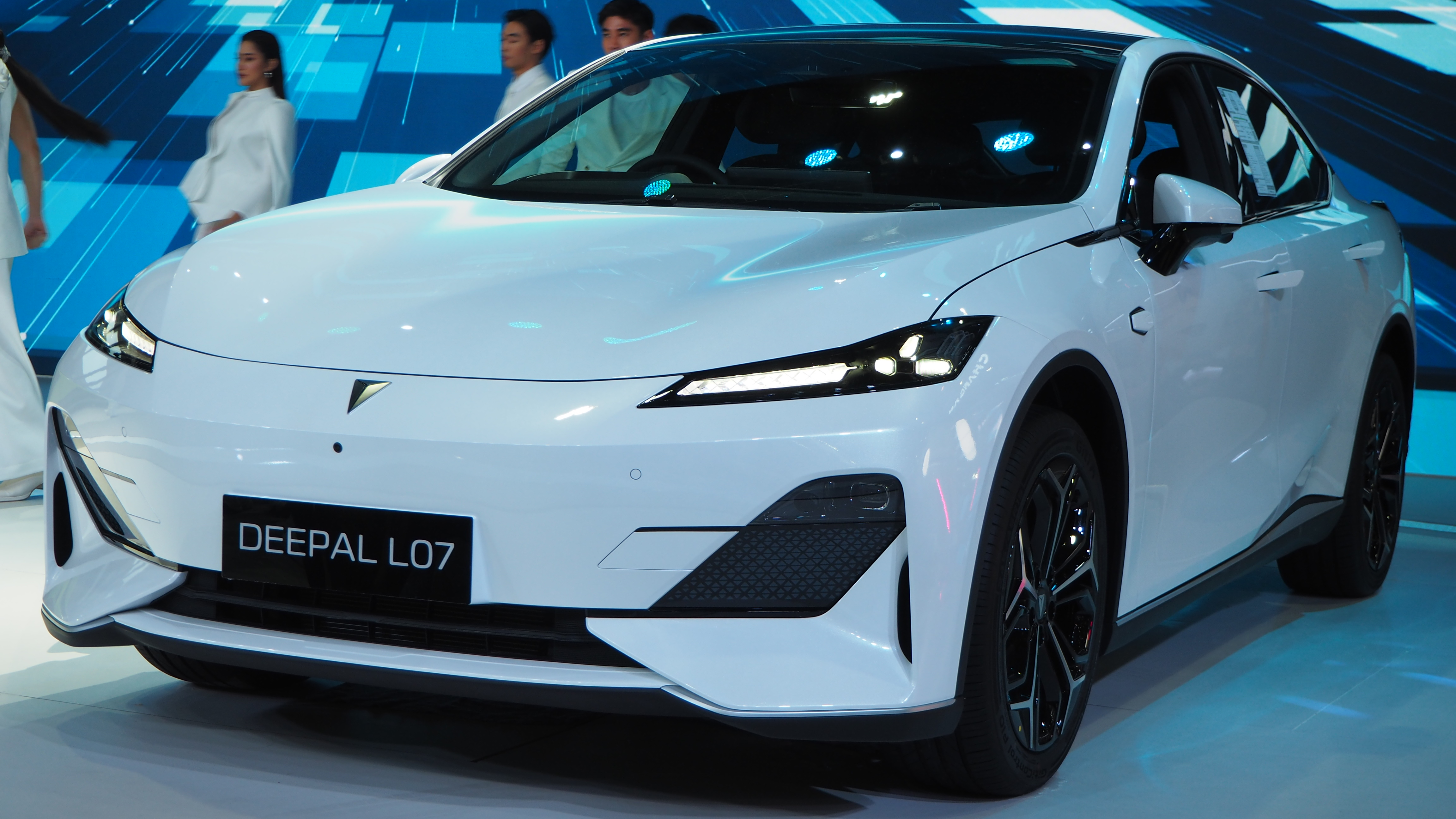
Deepal L07

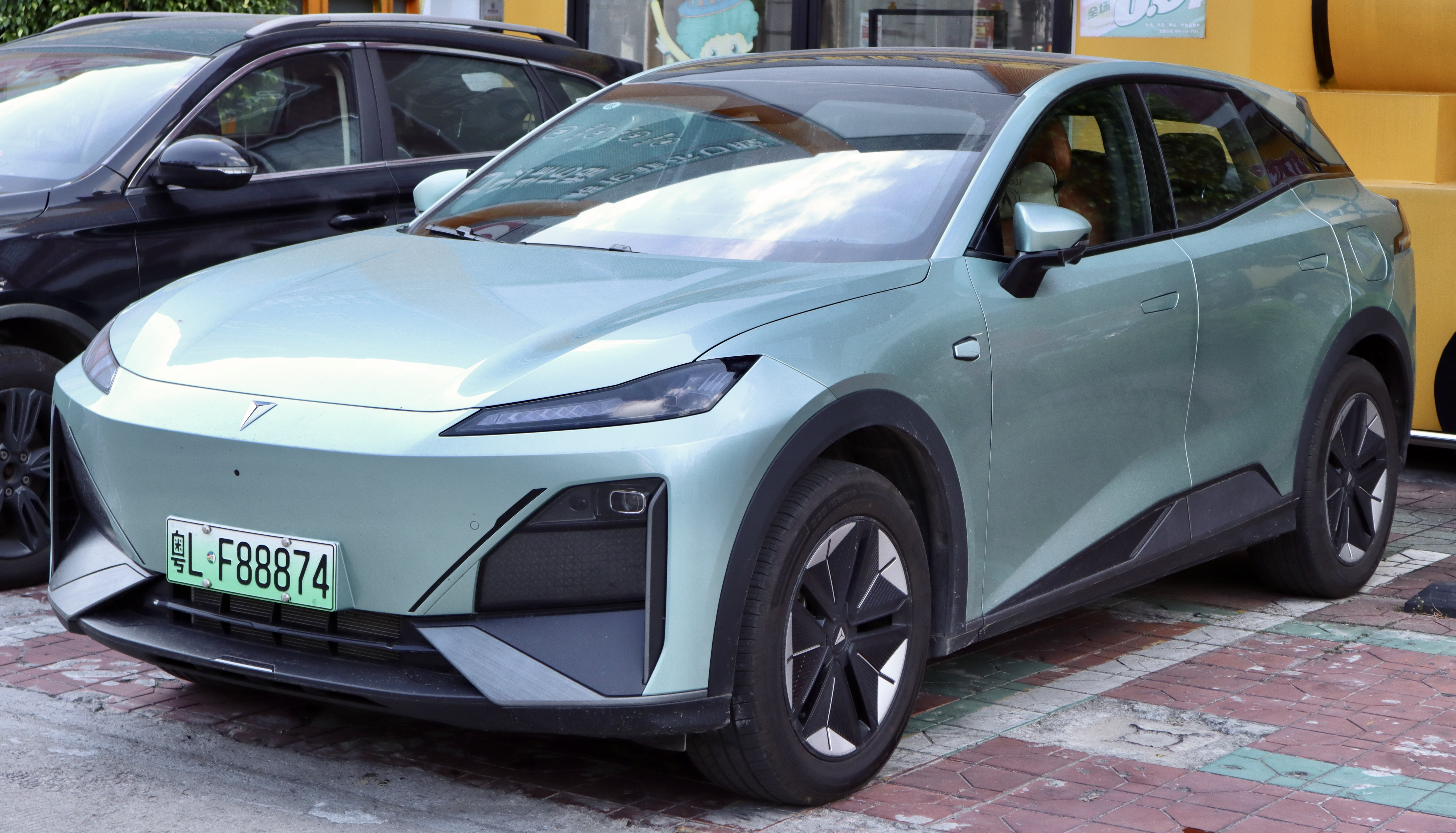
Deepal S7

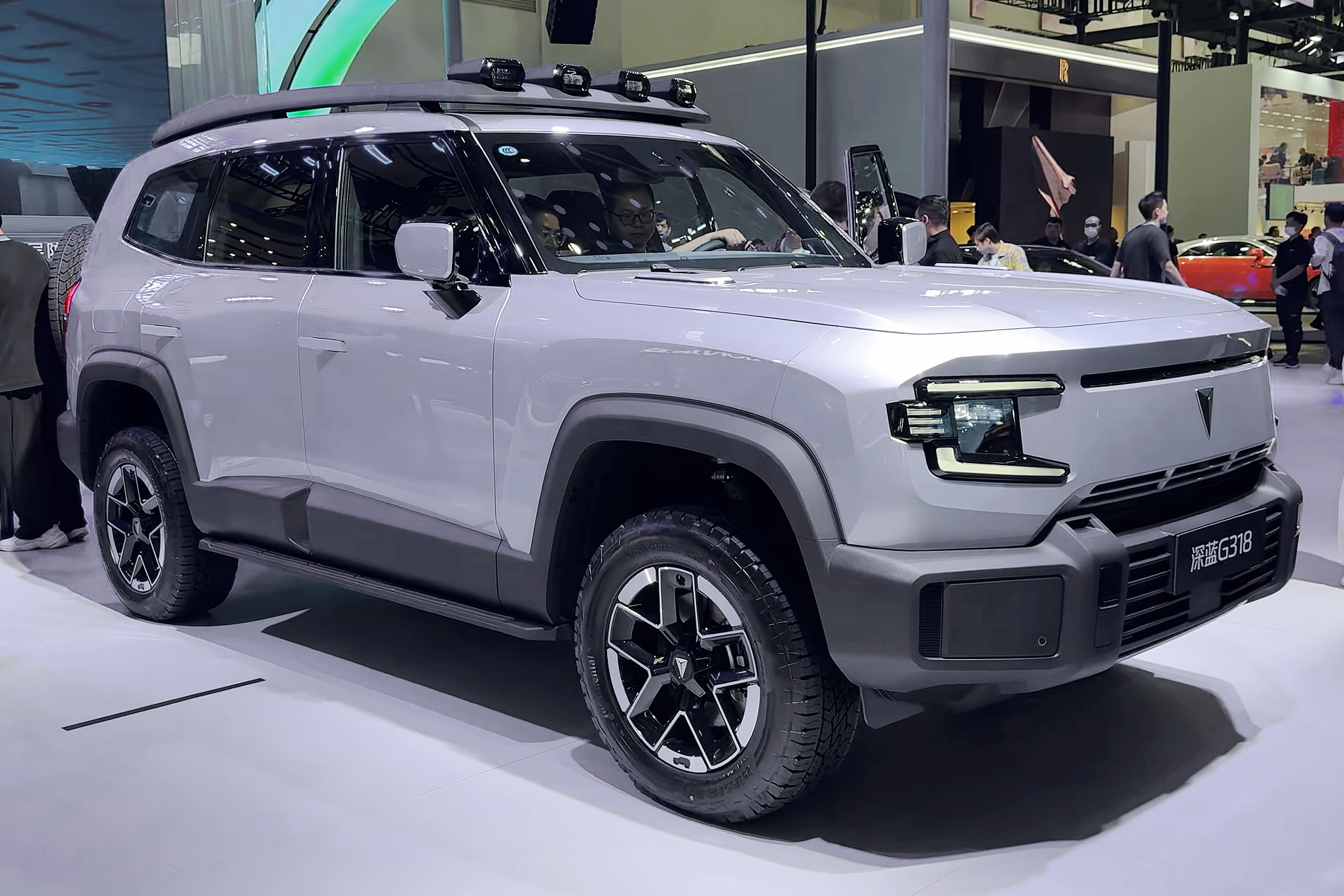
Deepal G318

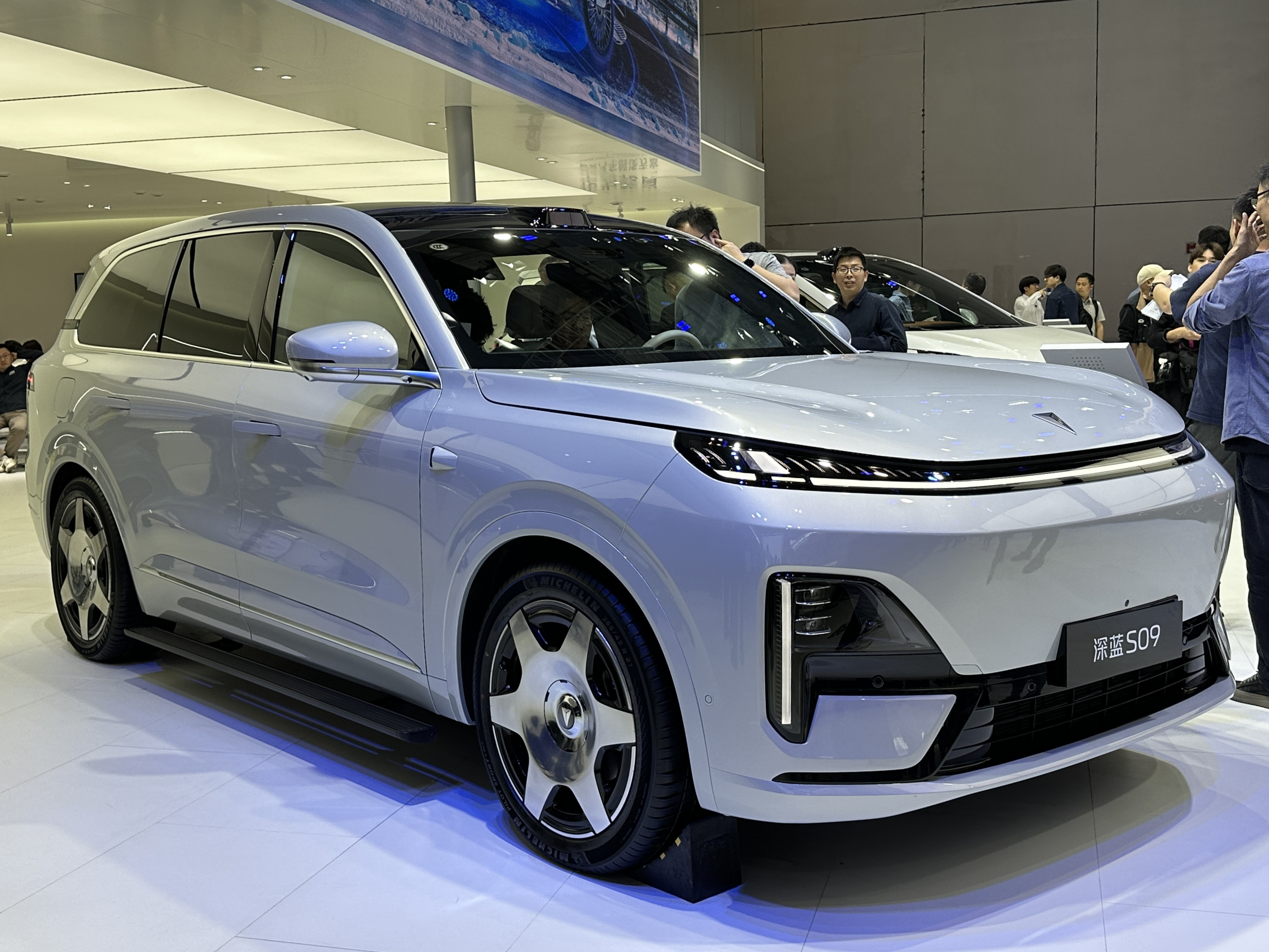
Deepal S09

Deepal Automobile (chiń. upr. 深蓝汽车) – chiński producent elektrycznych i hybrydowych samochodów, z siedzibą w Chongqing, działający od 2022 roku. Należy do chińskiego koncernu Changan Automobile.

## Historia

### Początki
W kwietniu 2022 Changan ogłosił, że powołuje nową markę Deepal w ramach swojego koncernu przeznaczoną do zaawansowanych technicznie, nowoczesnych samochodów elektrycznych. Podjęto zarazem decyzję, że pierwszym jej modelem zostaje średniej wielkości liftback, który w fazie testowej został przedstawiony w sierpniu 2021 pod kodem produkcyjnym C385. Choć pierwotnie samochód miał nosić oryginalną markę Changan, to ostatecznie firma wydzieliła go ze struktury swojej oferty.
Oficjalny debiut rynkowy Deepala SL03 miał miejsce pod koniec czerwca 2022, kiedy to wersja przeznaczona do sprzedaży chińskim nabywcom zadebiutowała podczas targów motoryzacyjnych Chongqing Auto Show 2022. Przy okazji premiery, producent zdradził także szczegóły specyfikacji wyposażeniowej oraz cennik. W październiku tego samego roku gamę wariantów napędowych poszerzyła odmiana EREV będąca modelem hybrydowym ze spalinowym tzw. range extenderem. 
W marcu 2023 gama modelowa Deepala została poszerzona o drugi pojazd w postaci średniej wielkości SUV-a S7, który w obszernym zakresie odtworzył koncepcję przedstawionego przed rokiem sedana w masywnej formie zaawansowanego technicznie, luksusowego modelu z 5-drzwiowym nadwoziem. W czasie gdy produkcja sedana SL03 została ulokowana w zakładach w Chongqing, tak do wytwarzania S7 specjalnie zmodernizowano i przebudowano inne zakłady Changana w Nankinie. Pierwsze sztuki elektrycznego SUV-a opuściły taśmy produkcyjne pod koniec maja 2023 roku. 

### Rozwój
W listopadzie 2023 Deepal miał premierę na pierwszym rynku zagranicznym, inaugurując rozpoczęcie sprzedaży obu modeli, L07 i S07, na rynku tajlandzkim. Rozpoczęto tu w mieście Rayong produkcję zakładówc produkcyjnych, z planami ich uruchomienia w ciągu kilkunastu miesięcy w 2025 roku. Ponadto koncern Changan zapowiedział dalszą globalną ekspansję Deepala na rynkach Azji Wschodniej, a także Europy Zachodniej, co ma pomóc w osiągnięciu pułapu 450 tysięcy sprzedanych samochodów elektrycnzych w 2024 roku. 
W styczniu 2024 Deepal zaprezentował swój trzeci model, tym razem radykalnie odchodzący od koncepcji dwóch pierwszych konstrukcji chińskiej firmy. Duży hybrydowy SUV G318, nazwany za chińską autostradą międzyprowincjonalną łaczącą Syczuan z Tybetem, przyjął postać modnej w momencie premiery na rodzimym rynku kanciastych samochodów nawiązujących stylistyką do klasycznych pojazdów terenowych. W maju tego samego roku gamę poszerzył kolejny model, tym razem mniejszy crossover S05, a także inaczej stylizowany wariant modelu SL03 o nazwie L07.

## Modele samochodów

### Obecnie produkowane

#### Samochody osobowe
- SL03
- L07

#### Crossovery i SUV-y
- S05
- S07
- S09
- G318

### Historyczne
- S7 (2023–2024)